# Агент из Вадуза
„Агент из Вадуза“ је југословенски филм из 1968. године. Режирао га је Драгољуб Шварц, а сценарио је писао Анджеј Шипулски.

## Улоге
| Глумац             | Улога |
| ------------------ | ----- |
| Борис Бузанчић     |       |
| Јурица Дијаковић   |       |
| Иво Фици           |       |
| Шпиро Губерина     |       |
| Ана Карић          |       |
| Угљеша Којадиновић |       |
| Свен Ласта         |       |
| Јосип Мароти       |       |
| Драган Миливојевић |       |
| Звонко Стрмац      |       |